# Пекарский картофель
Пекарский картофель (фр. Pommes boulangère, или pommes à la boulangère — «картофель по-пекарски») — французское пикантное блюдо из нарезанного картофеля и лука, медленно приготовленное в жидкости в духовке.

## История
Говорят, что название блюда происходит от старой практики французских деревень, когда домовладельцы, не имеющие собственных духовок, относили приготовленное блюдо в деревенскую пекарню. После того, как пекарь заканчивал печь хлеб, картофельное блюдо медленно готовилось, пока печь постепенно угасала и остывала.

## Ингредиенты и варианты
Основные ингредиенты: картофель, лук и кулинарная жидкость. Блюдо, приготовленное медленно в низкой духовке, постепенно впитывая кулинарную жидкость, имеет хрустящий верхний слой нарезанного картофеля и более мягкую смесь лука и картофеля под ним. Обычно перед приготовлением блюдо приправляют чесноком, травами (особенно розмарином или шалфеем), солью и перцем, а также покрывают блюдо кусочками сливочного масла, но существуют и варианты:
| Повар/автор         | Кулинарная жидкость           | Ингредиенты                                                | Прим.  |
| ------------------- | ----------------------------- | ---------------------------------------------------------- | ------ |
| Джеймс Бирд         | неопределенный бульон         |                                                            | [ 3 ]  |
| Хестон Блюменталь   | бараний бульон и белое вино   |                                                            | [ 4 ]  |
| Поль Бокюз          | вода                          | помидоры                                                   | [ 5 ]  |
| Даниэль Булуд       | куриный бульон                |                                                            | [ 6 ]  |
| Анджела Хартнетт    | куриный бульон                |                                                            | [ 7 ]  |
| Жан-Кристоф Новелли | куриный или овощной бульон    | слоями бланшированную капусту, сверху сыр «Красный Лестер» | [ 8 ]  |
| Джейми Оливер       | овощной бульон                | сыр пармезан сверху                                        | [ 9 ]  |
| Жак Пепен           | куриный бульон                |                                                            | [ 10 ] |
| Гордон Рамзи        | куриный бульон                |                                                            | [ 11 ] |
| Мишель Ру-младший   | куриный бульон                |                                                            | [ 12 ] |
| Ги Савой            | куриный бульон или белое вино |                                                            | [ 13 ] |
| Делия Смит          | овощной бульон                |                                                            | [ 14 ] |
| Патрисия Уэллс      | белое вино и куриный бульон   | лук-порей                                                  | [ 15 ] |

Несмотря на французское название, это блюдо не является уникальным для Франции. Шеф-повар из Йоркшира Брайан Тернер вспоминал в своих мемуарах (2000 года), что в детстве ему давали идентичное картофельное блюдо, а Бобби Фриман в книге 1997 года о валлийской кухне даёт рецепт традиционного «Тейсен нионод» (лукового пирога), которое она описывает как «то же блюдо, что и французский pommes boulangère».
Когда к картофелю и луку добавляют нарезанный кубиками бекон и перед запеканием блюдо покрывают тёртым сыром, оно называется pommes savoyarde (или pommes Chambery).